# Псекеф
Псекеф — река в России, протекает по территории Мостовского района Краснодарского края. Устье реки находится в 25 км по правому берегу реки Губс. Длина реки — 10 км, площадь её водосборного бассейна — 32,7 км².

## Данные водного реестра
По данным государственного водного реестра России относится к Кубанскому бассейновому округу, водохозяйственный участок реки — Лаба от истока до впадения реки Чамлык, речной подбассейн реки — подбассейн отсутствует. Речной бассейн реки — Кубань.
По данным геоинформационной системы водохозяйственного районирования территории РФ, подготовленной Федеральным агентством водных ресурсов:
- Код водного объекта в государственном водном реестре — 06020000712108100003656
- Код по гидрологической изученности (ГИ) — 108100365
- Код бассейна — 06.02.00.007
- Номер тома по ГИ — 08
- Выпуск по ГИ — 1